# 錦山神社 (高山市)
錦山神社（にしきやまじんじゃ）は、岐阜県高山市江名子町（旧・大野郡大名田町）に鎮座する神社。
物部守屋大連命を祀る「守屋宮」と倉稲魂命を祀る「稲荷神社」が1870年（明治3年）に合祀し、錦山神社となった。

## 概要
守屋宮は創建時期は不詳。一説ではこの地域に潜伏していた物部守屋の親族が、物部守屋の御霊を祀ったのが創建という。
稲荷神社の創建時期は不詳。一説では永禄年間、この地の領主畑六郎左ェ門の家人の菅茂源左ェ門の娘が大病を患い、その平癒祈願を大神に行ったところ全治。この地に祠を祀ったのが創建という。慶長年間に金森可重が山城国伏見稲荷大社を勧請し、祠と合わせる。
1870年（明治3年）、守屋宮と稲荷神社をに合祀し、錦山神社となる。1871年（明治4年）に村社となる。
1911年（明治44年）、春日社と吉国社を合祀する。
1952年（昭和27年）に岐阜県神社庁より銀幣社に指定される。

## 主祭神
- 物部守屋大連命
- 倉稲魂命

## 摂末社祭神
- 武甕槌神
- 天児屋根神
- 経津主神
- 姫神
- 吉国社

大原騒動（安永騒動・天明騒動）の殉難者の霊。

## 文化財
- 錦山神社獅子舞

例祭日（5月4日、5日）に奉納される獅子舞。高山市内の神社で奉納される「徳兵衛獅子舞」を伝承する。1991年（平成3年）8月8日に高山市の民俗文化財に指定される。

## 天然記念物
- 錦山神社の大スギ

樹齢400年以上のスギ。天狗の住む神木として崇められている。1974年（昭和49年）12月13日に高山市の天然記念物に指定される。